# Resolutie 1984 Veiligheidsraad Verenigde Naties
Resolutie 1984 van de Veiligheidsraad van de Verenigde Naties werd op 9 juni 2011 aangenomen door de VN-Veiligheidsraad. De door Frankrijk, Duitsland, het Verenigd Koninkrijk en de Verenigde Staten voorgelegde resolutie werd er goedgekeurd met veertien stemmen voor en één onthouding van Libanon. De resolutie verlengde het mandaat van het panel van experts dat het zogenaamde 1737-comité hielp toezien op de sancties tegen Iran met één jaar. Het werk van het panel was nog lang niet voltooid daar Iran, naar diens eigen zeggen, nog steeds niet wilde meewerken met het Internationaal Atoomenergieagentschap.

## Achtergrond
Irans nucleaire programma werd reeds in de jaren 1950 en met Amerikaanse ondersteuning op touw gezet om kernenergie voort te brengen. Na de Iraanse Revolutie in 1979 lag het kernprogramma stil. Eind jaren 1980 werd het, deze keer zonder Westerse steun maar met medewerking van Rusland en China, hervat. Er rees echter internationale bezorgdheid dat het land ook de ambitie had om kernwapens te ontwikkelen.

## Inhoud

### Waarnemingen
Een jaar voordien was middels resolutie 1929 een panel van acht experts opgericht om het 1737-comité, dat toezag op de eerder getroffen sancties tegen Iran, bij te staan. Het panel moest onder meer geloofwaardige onafhankelijke analyses en aanbevelingen formuleren.

### Handelingen
De Veiligheidsraad verlengde het mandaat van de experts tot 9 juni 2012.
Het panel werd ook gevraagd binnen de dertig dagen een werkplan te bezorgen aan het comité.
Ten slotte werd op alle landen en betrokkenen aangedrongen mee te werken met het comité en het panel door alle relevante informatie ter beschikking te stellen.

## Verwante resoluties
- Resolutie 1887 Veiligheidsraad Verenigde Naties (2009)
- Resolutie 1929 Veiligheidsraad Verenigde Naties (2010)
- Resolutie 2049 Veiligheidsraad Verenigde Naties (2012)
- Resolutie 2105 Veiligheidsraad Verenigde Naties (2013)

Lijst ·  1967 ·  1968 ·  1969 ·  1970 ·  1971 ·  1972 ·  1973 ·  1974 ·  1975 ·  1976 ·  1977 ·  1978 ·  1979 ·  1980 ·  1981 ·  1982 ·  1983 ·  1984 ·  1985 ·  1986 ·  1987 ·  1988 ·  1989 ·  1990 ·  1991 ·  1992 ·  1993 ·  1994 ·  1995 ·  1996 ·  1997 ·  1998 ·  1999 ·  2000 ·  2001 ·  2002 ·  2003 ·  2004 ·  2005 ·  2006 ·  2007 ·  2008 ·  2009 ·  2010 ·  2011 ·  2012 ·  2013 ·  2014 ·  2015 ·  2016 ·  2017 ·  2018 ·  2019 ·  2020 ·  2021 ·  2022 ·  2023 ·  2024 ·  2025 ·  2026 ·  2027 ·  2028 ·  2029 ·  2030 ·  2031 ·  2032